# Бетенгаузен
Бетенгаузен (нім. Bethenhausen) — громада в Німеччині, розташована в землі Тюрингія. Входить до складу району Грайц. Складова частина об'єднання громад Ам-Браметаль.
Площа — 3,08 км2. Населення становить 220 ос. (станом на 31 грудня 2021).

## Галерея

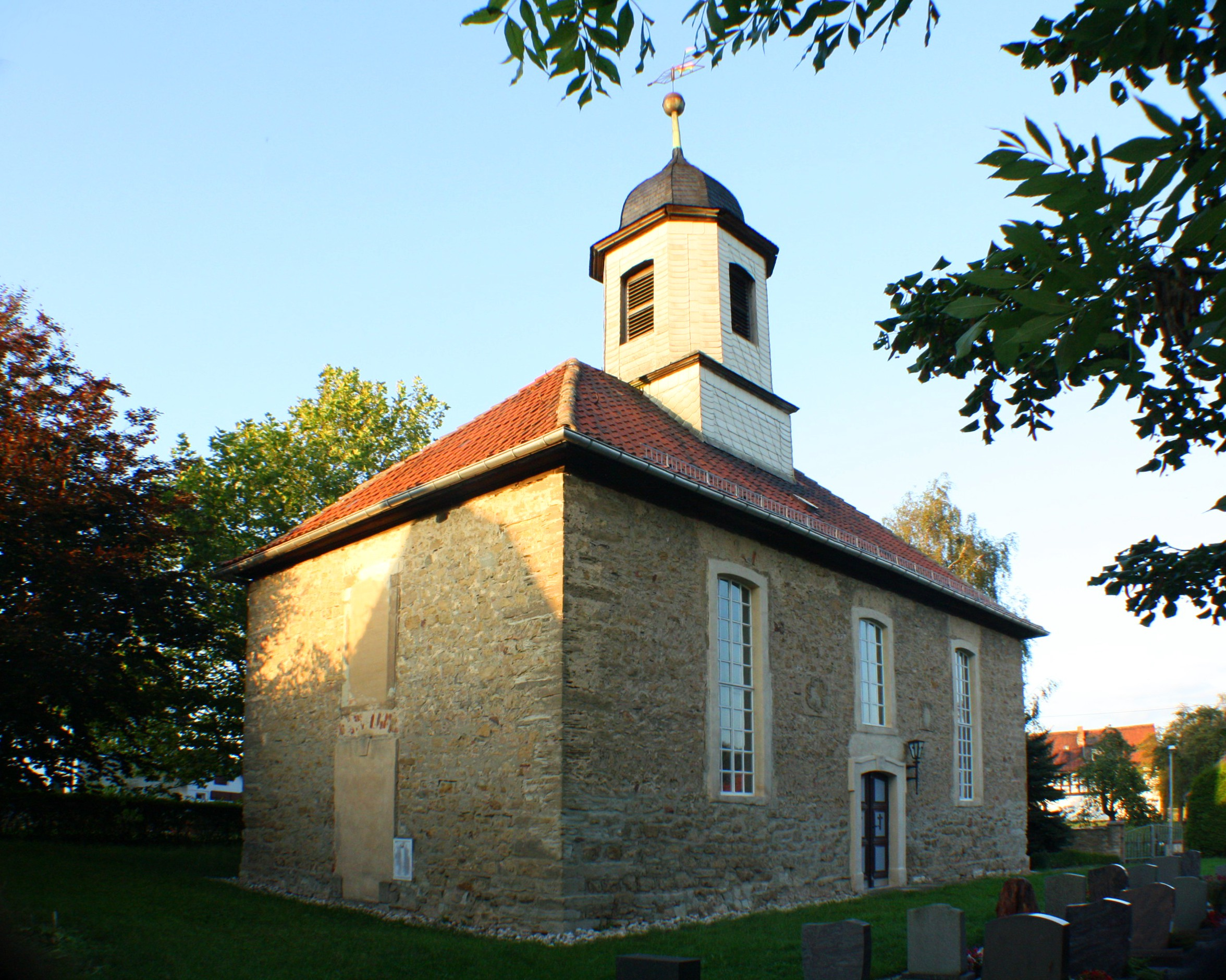